# Cvjetno naselje (Bjelovar)
Cvjetno naselje je stambeno naselje u bjelovarskoj četvrti Sjever. 
Cvjetno naselje se nalazi omeđeno ulicama 105. brigade, Lavoslava Ružičke i Marije Jurić Zagorke te kroz naselje prolazi Cvjetna ulica po kojoj naselje dobiva ime.  
Naselje je jedno od najmlađih u gradu sa većim brojem infrastrukture i stanogradnje izgrađeno u vremenskom razdoblju 2000-ih i 2010-ih. 

## Povijest
Cvjetno naselje je veći dio svoje povijesti provelo kao neizgrađene ili kultivirane oranice u krugu nekadašnjeg sela Ivanovčani. 
Godine 1991. izrađen je plan buduće izgradnja i širenje grada kao i u prethodnim razdobljima u smjeru sjevera.
Od 2000. godine pa do danas Cvjetno naselje doživljava svoju najveću izgradnju sa zgradama i kućama na Cvijetnoj ulici, tj. značajna izgradnja obiteljskih jednokatnica. 

## Zanimljivosti
- U Cvjetnom naselju dvije ulice nose nazive po doktoru Josipu Jagodiću, kirurgu koji je spašavao Židove u Bjelovaru za vrijeme Drugoga svjetskoga rata.
- Kolokvijalno je Cvjetno naselje znano i kao Bjelovarski Bevelry Hills